# Rödhalsad brunbagge
Rödhalsad brunbagge (Phryganophilus ruficollis) är en skalbaggsart som först beskrevs av Fabricius 1798.  Rödhalsad brunbagge ingår i släktet Phryganophilus, och familjen brunbaggar. Enligt den finländska rödlistan är arten sårbar i Finland. Enligt den svenska rödlistan är arten starkt hotad i Sverige. Arten förekommer i Svealand och Nedre Norrland. Artens livsmiljö är naturmoskogar.